# Vaccination

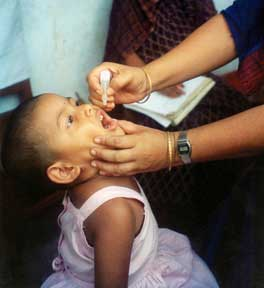
Ett barn får ett oralt vaccin mot polio.

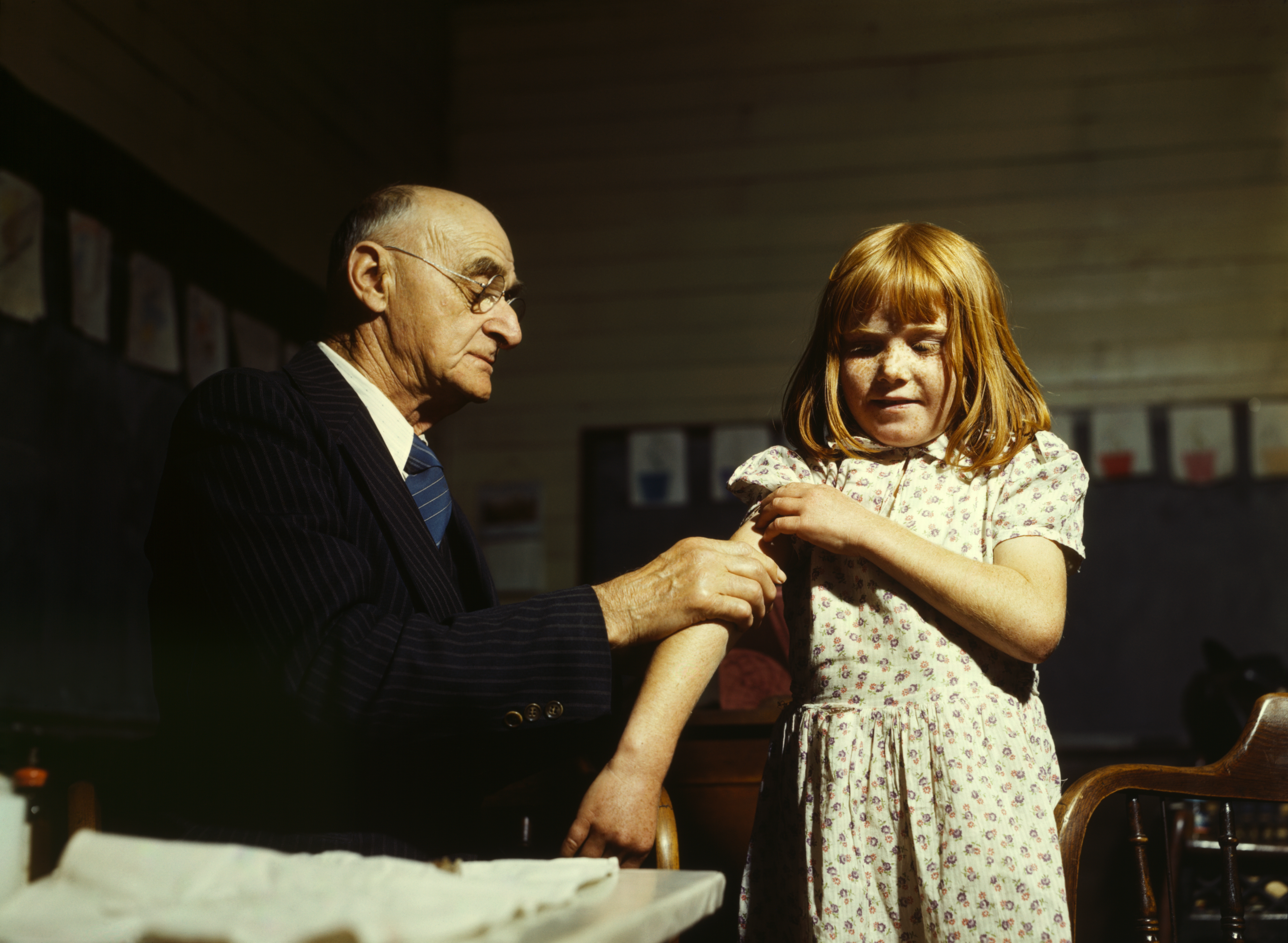
En läkare vaccinerar ett barn mot tyfoidfeber i Texas, USA, april 1943.

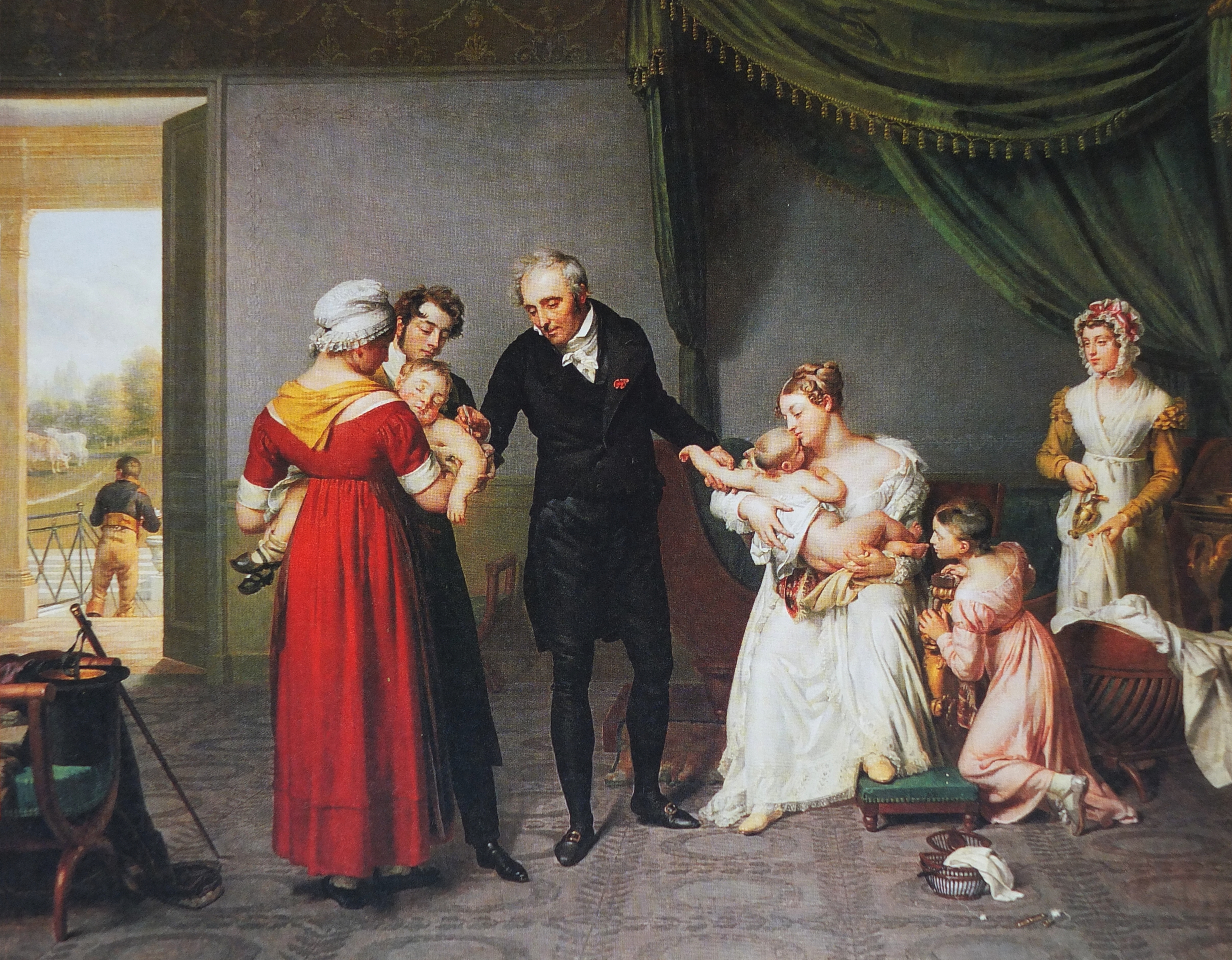
Vaccinering mot smittkoppor. Läkaren Jean Louis Alibert rispar i ett småbarns arm, för att kunna ympa in vaccinet, medan han med andra handen gnuggar in vaccin i armen på det barn vars hud han redan rispat. Målning av Constant-Joseph Desbordes från 1820.

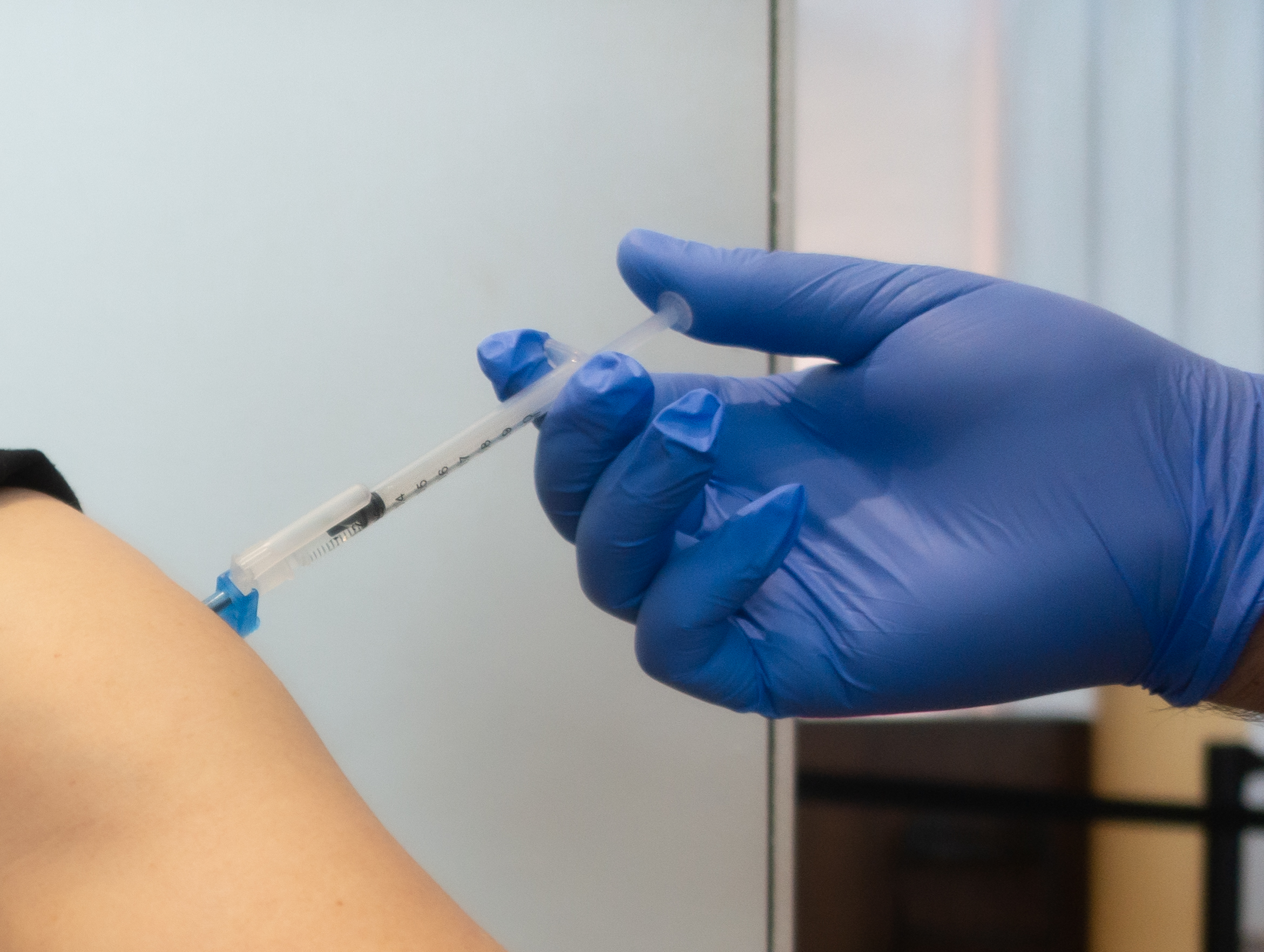
Person som blir vaccinerad mot covid-19 i Sverige.

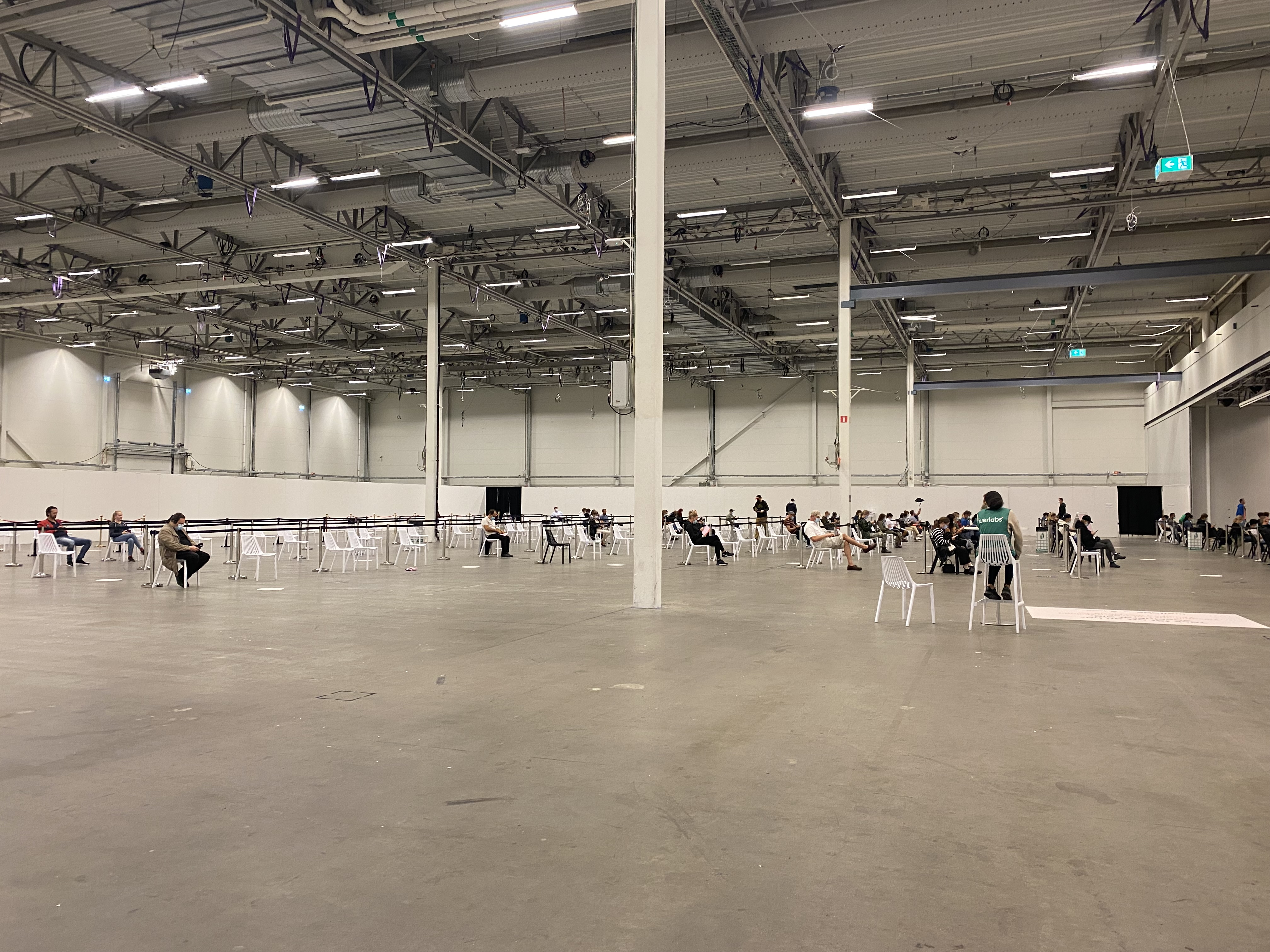
Observationssal för nyss vaccinerade mot covid-19 i Kistamässan, 2021

Vaccination eller vaccinering är en metod att framkalla skydd mot vissa infektionssjukdomar genom tillförsel av vaccin. De flesta vaccin som är i bruk har en huvudkomponent i form av proteiner, antigen, från viruset eller bakterien. Denna aktiverar kroppens immunförsvar mot den sjukdomsalstrande faktorn. Den andra är en adjuvant som genom allmänt retande av immunförsvaret ska förstärka kroppens reaktion mot vaccinet, och därmed skapa mer långvarigt skydd. Under 2000-talet har även vacciner baserade på nukleinsyra tagits fram. 
Den moderna immunologin började i princip med bland andra Edward Jenners vaccin mot smittkoppor och Louis Pasteurs försök med vaccin mot mjältbrand, kolera och rabies. Vaccinationens historia är dock äldre än så om man räknar den ympning som praktiserades i Kina redan under 1000-talet. Med hjälp av vaccin har sjukdomen smittkoppor utrotats och polio är på väg att utrotas. Flera andra infektionssjukdomar har i princip försvunnit i länder med effektiva barnvaccinationsprogram: bland annat mässling, påssjuka, röda hund, kikhosta och stelkramp.

## Historia
Redan på 430-talet f.Kr blev personer som hade överlevt smittkoppor kallade för att ta hand om sjuka, eftersom man visste att de inte kunde bli sjuka igen. I Kina, under 1000-talet, brukade man aktivt smitta barn med en låg dos, så att de antingen dog direkt eller överlevde och var immuna. Tekniken användes i Asien och kallas variolisation eller ympning och är en föregångare till vaccinering. Detta sätt att framkalla immunitet började praktiseras i liten skala även i Europa och i Nordamerika under 1700-talet. Variolisation var långt ifrån riskfritt men var trots allt mycket säkrare än att få smittkoppor.
År 1796  använde den engelske läkaren Edward Jenner sekret från kokoppor för att odla fram ett vaccin mot smittkoppor som nästan utrotade sjukdomen i Europa. Vacca betyder ko på latin; därav benämningen.
Jenner hade under flera år hört historier om mjölkerskor, kvinnor som mjölkade kor, och hade fått kokoppor inte drabbades av smittkoppor. Den förste att "kliniskt pröva" att bli immun mot smittkoppor genom att smitta familjen med kokoppor var bonden Benjamin Jesty i Downshay, England 1774. Dock var det Jenner som 14 maj 1796 använde sekret från kokoppor och gav till en pojke för att senare smitta pojken med smittkoppor för att visa att han hade blivit immun, och sedan spred denna praktik till andra läkare. Eftersom Jenners immuniseringsmedicin var baserad på kokoppsviruset, som på latin heter vaccinia beslöt han att kalla metoden för vaccination. Jenner visste ingenting om virus. Hans upptäckt byggde på slump, god iakttagelseförmåga och god slutledningsförmåga.
Även om Jenner fick mycket beröm och uppmärksamhet för sitt arbete med vaccinering försökte han inte tjäna pengar på sin upptäckt, utan gav bort vaccin till andra läkare så att han ibland själv blev utan.
Kokoppor har inte människan som värd – de orsakar bara en kortvarig subkutan infektion. Däremot är kokoppsviruset nära släkt med smittkoppsviruset och de delar vissa antigen, vilket gör att kokoppsinfektion ger immunitet mot både kokoppor och smittkoppor.

## Varianter
Den komponent i vaccin som immunförsvaret reagerar på och som ger immunitet kan vara av olika slag. Vilken typ av vaccin som används varierar mellan olika sjukdomar och valet av vaccintyp medför specifika fördelar och nackdelar.

### Attenuerade vaccin
Det förekommer även levande vacciner, där man försvagat och i idealfallet helt tagit bort den sjukdomsframkallande mikroorganismens förmåga att orsaka sjukdom. Ett sådant attenuerat vaccin ger ändå immunitet, eftersom kroppen lär sig känna igen dess antigen. Jenners vaccinationsmetod med kokoppor använde kokoppsvirus som utan ytterligare modifiering hos människa betedde sig som ett försvagat smittkoppsvirus. Vaccin av den här typen är dock vanligen producerade i mikrobiologiska laboratorier. Processen går ut på att odla mikroorganismerna under ofördelaktiga förhållanden för att tvinga fram varianter som är dåligt anpassade till att reproducera sig hos människa.
Fördelen med den här typen av vaccin är mikroorganismens kapacitet att föröka sig i regel leder till en kraftig immunrespons mot organismens olika epitoper, vilket för vissa sjukdomar gör att en enstaka dos ger långvarig immunitet. Nackdelar med vaccintypen är att människor med nedsatt immunförsvar trots att mikroben är försvagad kan utveckla sjukdom. Orala attenuerade vaccin kräver ofta flera doser för att ge immunitet. Dessutom finns alltid risken att organismen muterar och kan framkalla sjukdom även hos friska mottagare. Risken är förhållandevis låg, mindre än en på miljonen för paralytisk polio som följd av oralt poliovaccin och i samma storleksordning för postinfektiös encefalit efter mässlingsvaccination.

### Inaktiverade vaccin
Inaktiverade vaccin baseras på mikroorganismer som dödats för att förlora kapaciteten att föröka sig och därigenom orsaka sjukdom. Vid val av avdödningsmetod är det viktigt att använda en metod som bevarar de ytstrukturer som kroppen ska reagera på. Enbart hetta  ger i regel otillfredsställande resultat eftersom de temperaturer som krävs denaturerar proteinstrukturer som ger upphov till mikrobens specifika epitoper. Inaktiverade vaccin ger inte upphov till en bred immun-respons på samma sätt som levande vaccin. Responsen i form av humoral immunitet är god, men det uppstår mycket begränsad cell-medierad immunitet. Responsen är inte heller lika beständig, utan upprepade doser med vaccin krävs för att ge långvarig immunitet. Gemensamt för inaktiverade vaccin är att de inte kan reaktiveras och orsaka sjukdom.

### Proteinbaserade vaccin
Proteinbaserade vaccin inkluderar toxoider, inaktiverade bakterietoxin, exempelvis difterivaccin och stelkrampsvaccin.
Svårigheten med dessa vaccin är att få fram de delar av den patogena organismen som exponeras för immunförsvaret. Ofta ges dessa delar tillsammans med adjuvans för att framkalla fullt immunsvar. För tidiga inaktiverade vaccin som producerades genom att avdöda virus var problemet att avdöda tillräckligt länge för att allt virus skulle inaktiveras, samtidigt som det sönderdelade viruset fortfarande skulle ge immunitet.

### mRNA-vaccin
Vacciner baserade på mRNA har beforskats sedan 1990-talet. Under 2010-talet var flera mRNA-vacciner under utveckling. De första mRNA-vaccinerna som blev godkända var vacciner mot sjukdomen covid-19 under covid-19-pandemin.
mRNA-vaccin bygger på att korta syntetiska mRNA-fragment av det virus som vaccinet är mot skapar immunitet hos den vaccinerade individen. Antigenpresenterande celler fagocyterar mRNA-fragment som injicerats i kroppen från vaccinet. De antigenpresenterande cellerna, såsom dendritceller, läser av mRNA-kedjan och bygger peptidkedjor utifrån mRNA-koden. Dessa delar av det antigen som vaccineras mot presenteras av dendritceller för T-celler och B-celler. Dessa vita blodkroppar lär sig härigenom att känna igen delar av det patogen som vaccineras mot. T-celler utvecklas till specifika mördar-T-celler och B-celler producerar specifika antikroppar mot det antigen som vaccinet är mot.

### Polysackaridbaserade vaccin
De flesta polysackaridbaserade vaccin består av rena polysackarider som finns i bakteriens cellvägg.

### Virusvektorer
Tekniken har beforskats i årtionden, bland annat i försök att ta fram vaccin mot AIDS. De första som blev godkända var vacciner mot covid-19, bland annat ett framtaget av Astra-Zeneca.

## Mål med vaccination
Målet med vaccinering är att skydda befolkningen från svåra sjukdomar. De sjukdomar som vi idag vaccinerar barn mot är sjukdomar som förr både var direkt dödliga och gav svåra livslånga problem. I en population behöver många, 75–90 % av alla individer vara vaccinerade för att sjukdomen inte längre ska få fäste. Andelen som behöver vara immuna beror på hur smittsam sjukdomen är. Om en mindre del är vaccinerade kommer sjukdomen att kunna finnas och spridas i befolkningen och kan smitta nyfödda innan de vaccinerats. Ett gott vaccinationsprogram som inkluderar så många som möjligt gynnar alltså även dem som inte är vaccinerade, genom att sjukdomen inte har fäste i omgivningen och de därför inte utsätts för smitta.

## Vaccinationsprogram
För att nå en högre andel av en population kan man implementera ett vaccinationsprogram. I Sverige vaccineras många barn genom det allmänna vaccinationsprogrammet.

## Skyddsgrad och immunitetens längd
Såväl vilket skydd (i procent) som immunitetens längd varierar från vaccin till vaccin. Inget vaccin ger i strikt mening ett hundraprocentigt skydd eftersom några mottagare inte kommer utveckla immunitet trots behandling även med ett effektivt vaccin. I många fall ger genomgången sjukdom en livslång immunitet mot just den serotypen, men inte mot andra. Vaccin-immunitet kan däremot skydda mot flera serotyper. Informationen i tabellen nedan är hämtad från:
| Sjukdom            | Skydd    | Längd    | Kommentarer                                                  |
| ------------------ | -------- | -------- | ------------------------------------------------------------ |
| Kikhosta           | 75–90 %  | >5 år    | Immuniteten avtar med tiden, även hos de som haft sjukdomen. |
| Stelkramp, Difteri | 96 %     | 13–14 år |                                                              |
| Polio              | 99 %     | Livslång |                                                              |
| Hib                | 90–100 % | Livslång | Viktigt för barn under 2 år                                  |
| Hepatit B          | 95–100 % | >15 år   | Troligen livslång immunitet                                  |
| Mässling           | 96 %     | Livslång |                                                              |
| Påssjuka           | 90–95 %  | >10 år   |                                                              |
| Röda Hund          | 95–100 % | 15–20 år | Flockimmuniteten viktig                                      |
| HPV                |          | >5 år    | Till dags dato. Eventuellt livslång                          |

## Skepticism mot vaccinationer
Sju procent av svenska befolkningen anser att riskerna med vaccination är större än nyttan. Internationellt väckte USA:s tidigare president Donald Trump uppseende med ett twittermeddelande där han påstod att vaccination kan leda till autism. Uppfattningen att just vaccination leder till autism är vanlig bland vaccinationsmotståndare. Ett annat vanligt argument mot vaccinationer är att läkemedelsbolagen inte går att lita på eftersom deras vinstintresse gör att de vill att så många som möjligt ska vaccinera sig. Enligt EU:s kommissionär för hälsa Vytenis Andriukaitis grundar sig motståndet mot vaccin på att fake news sprids av olika grupper. Ryktet att vaccination leder till autism exempelvis går tillbaka till en studie som visat sig vara falsk. I ett europeiskt perspektiv är unga mer skeptiska till vaccin än äldre och fransmännen har minst förtroende för influensavaccinet. Överlag är befolkningen i Frankrike, Bulgarien och Polen mest misstänksamma mot vaccination i allmänhet. Sedan 2010 har vaccinationen mot mässling, påssjuka och röda hund minskat i tolv europeiska länder vilket bidrog till ett stort utbrott av mässlingen år 2017.